# Ruslan Pateev
Ruslan Michajlovič Pateev (en ruso, Руслан Мэнирович Патеев, Moscú, 25 de abril de 1990) es un baloncestista ruso que pertenece a la plantilla del Legia Varsovia de la PLK. Con 2,13 metros de estatura, juega en la posición de pívot.

## Trayectoria deportiva

### Primeros años y universidad
Se formó en las categorías inferiores del BC Khimki, hasta ue en 2007 se marchó a Estados Unidos, a la Academia Montverde en Montverde (Florida). De ahí pasó en 2009 a los Sun Devils de la Universidad Estatal de Arizona, donde jugó cuatro temporadas en las que promedió 3,2 puntos y 2,3 rebotes por partido.

### Profesional
Tras no ser elegido en el Draft de la NBA de 2013, regresó a su club de toda la vida, el BC Khimki, equipo con el que firmó un contrato por dos temporadas, contrato que fue renovado en 2015 por dos temporadas más, y nuevamente en 2017, firmando hasta 2019.
Su mejor temporada hasta la fecha ha sido la 2014-2015, en la que promedió 7,5 puntos y 3,4 rebotes por partido.